# Синискола
Синиско̀ла (на италиански: Siniscola; на сардински: Thiniscòle, Тинисколе) е град и община в северна Италия, провинция Нуоро, автономен регион и остров Сардиния. Разположен е на 40 m надморска височина. Населението на общината е 11 420 души (към 2013 г.).